# Axel Krogius
Axel Verner Krogius (ur. 29 października 1877, zm. 26 listopada 1945) – fiński żeglarz, olimpijczyk, zdobywca brązowego medalu w regatach na Letnich Igrzyskach Olimpijskich w 1912 roku w Sztokholmie.
Na Letnich Igrzyskach Olimpijskich 1912 zdobył brąz w żeglarskiej klasie 12 metrów. Załogę jachtu Heatherbell tworzyli również Max Alfthan, Ernst Krogius, Erik Hartvall, Jarl Hulldén, Sigurd Juslén, Eino Sandelin i John Silén.